# كأس لاتفيا 2012–13
كأس لاتفيا 2012–13 (باللاتفية: 2012.—2013. gada Latvijas Kauss futbolā)‏ هو الموسم 71 من كأس لاتفيا. أقيم خلال الفترة 3 يونيو 2012 وحتى 18 مايو 2013، وأشرف على تنظيمه اتحاد لاتفيا لكرة القدم، وكان عدد الأندية المشاركة فيه 26، وفاز فيه نادي فنتسبيلس.